# Giulia Guarieiro
Giulia Guarieiro (n. 24 iulie 1995, în São Paulo) este o handbalistă din Brazilia care evoluează pe postul de intermediar stânga pentru clubul românesc CS Măgura Cisnădie și echipa națională a Braziliei. În ianuarie 2022, Giulia Guarieiro a semnat un contract cu HC Dunărea Brăila pentru care ar fi trebuit să evolueze începând cu sezonul 2022-2023, dar în iulie 2022 acest contract a fost reziliat.
Guarieiro a evoluat pentru naționala de handbal feminin a Brazilei la Jocurile Olimpice de la Tokyo 2020 și Campionatul Mondial din Spania 2021.

## Palmares
- Campionatul Central și Sud-American:
  -  Câștigătoare: 2021

- Liga Europeană:
  - Turul 3: 2023

- Cupa EHF:
  - Turul 3: 2018

- Cupa Europeană:
  - Turul 3: 2021

- Cupa Challenge:
  - Semifinalistă: 2020

- Campionatul Braziliei:
  -  Câștigătoare: 2016

- Campionatul Spaniei:
  -  Câștigătoare: 2018

- Cupa Reginei:
  -  Finalistă: 2018

- Supercupa Spaniei:
  -  Câștigătoare: 2017

## Performanțe individuale
- Cel mai bun intermediar stânga din Campionatul Spaniei, distincție acordată de Federația Regală Spaniolă de Handbal: 2019[11], 2020[12]